# Kościół Wniebowzięcia Najświętszej Maryi Panny w Kcyni
Kościół Wniebowzięcia Najświętszej Maryi Panny w Kcyni – jeden z dwóch rzymskokatolickich kościołów parafialnych w Kcyni, w powiecie nakielskim, w województwie kujawsko-pomorskim. Należy do dekanatu Kcynia diecezji bydgoskiej.

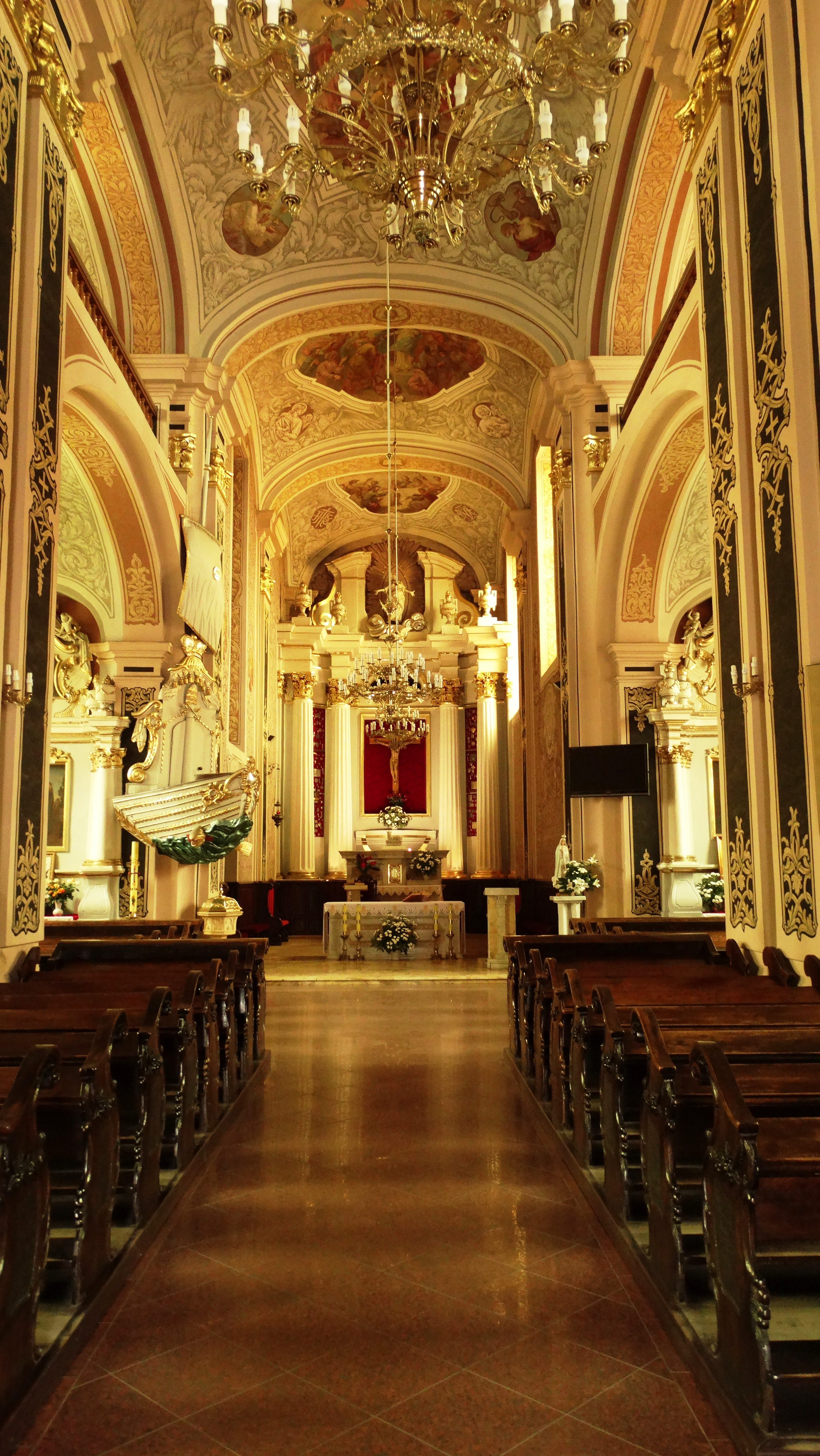
Wnętrze świątyni

Świątynia została wzniesiona w latach 1788-1790 jako kościół Karmelitów. Jest to budowla trzynawowa, z dwiema wieżami. Budowla nie ma wyraźnie określonego stylu architektonicznego. Max Neumann, były budowniczy rejencyjny z Poznania pisał, że świątynia jest wybudowana w formach barokowych. Józef Łepkowski z kolei uważał, że budowla wystawiona jest w stylu „przekwitłego rokoko”. Wymiary świątyni to: długość - 30 metrów, szerokość - 17 metrów, wysokość każdej z wież klasztoru - 37 metrów. W kościele znajduje się wyposażenie, reprezentujące głównie późny barok i klasycyzm z końca XVIII wieku, późnogotycki krucyfiks pochodzi z 1 połowy XVI wieku, neobarokowa polichromia została namalowana w 1964 roku przez profesora Leonarda Torwirta z Torunia. Profesor używał przy tym pracochłonne i rzadko już stosowane techniki: sgraffito i buono fresco.